# Rinkeby

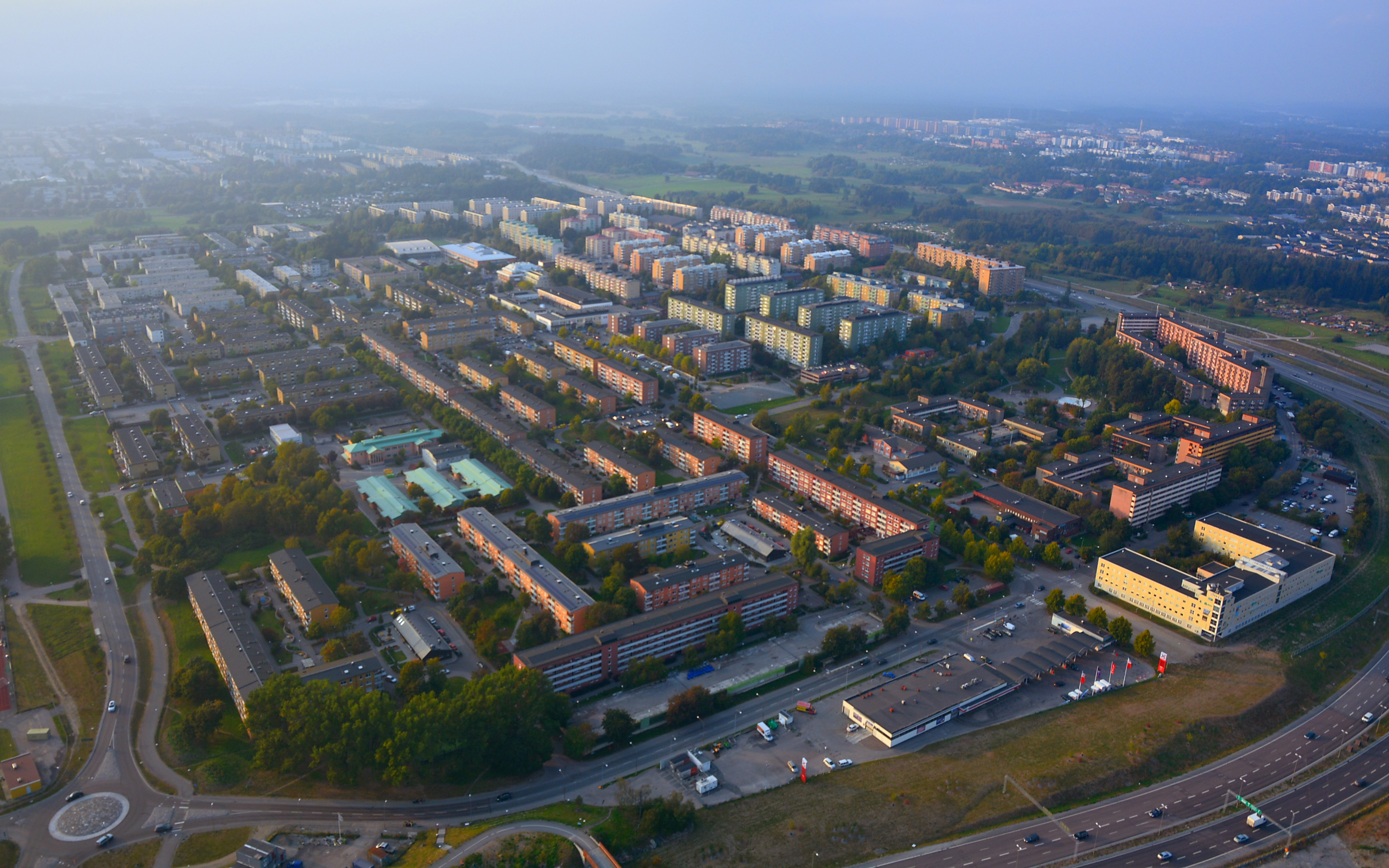
Rinkeby, em 2014

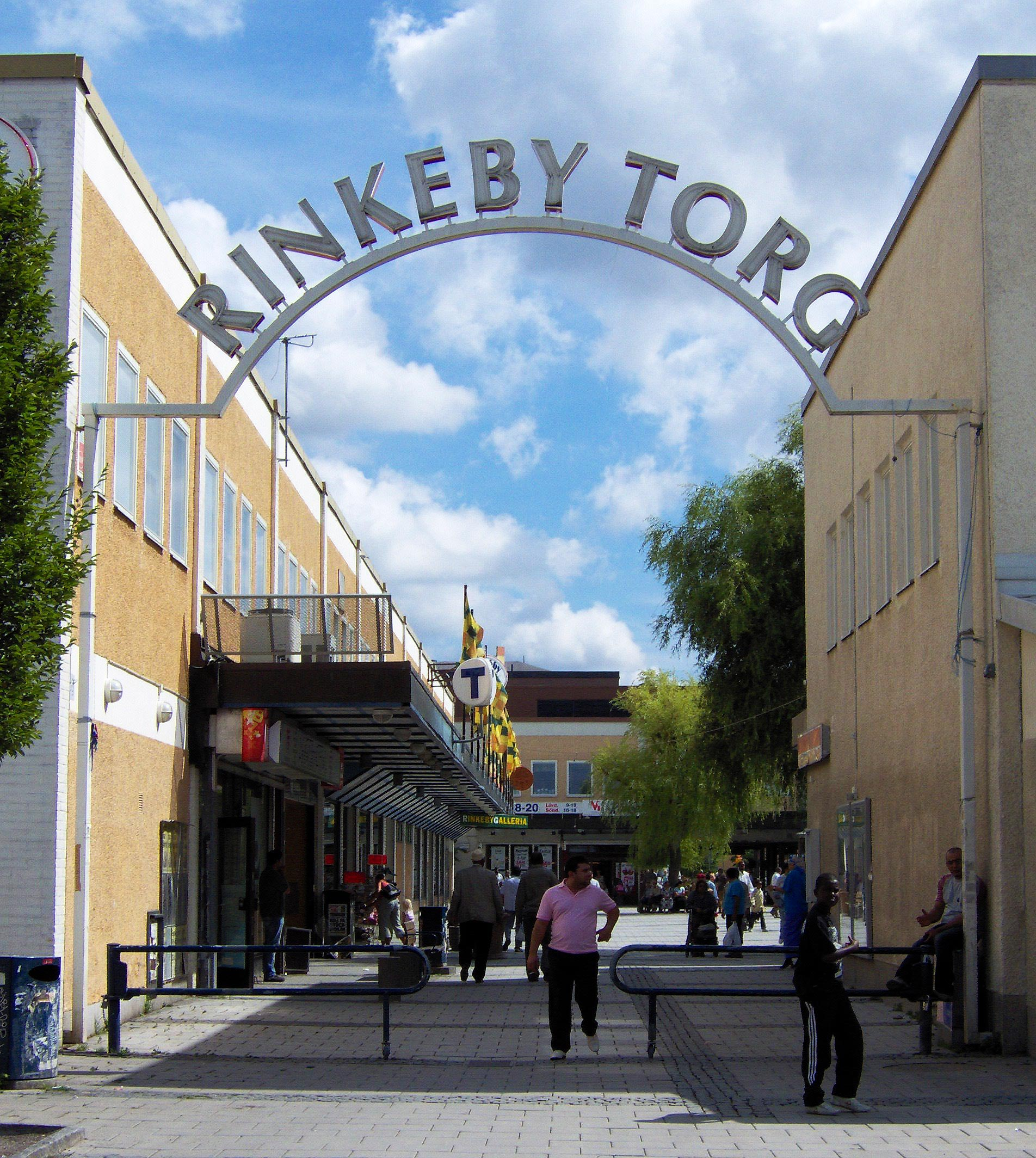
A Praça Rinkebytorget

Rinkeby é um bairro do distrito municipal de Rinkeby-Kista em Estocolmo, Suécia. É limitado por Kista, Tensta, Bromsten e Sundbyberg. Em 2016 tinha  cerca de 19 349 habitantes, dos quais 90% são de origem imigrante. Rinkeby é conhecido pelo seu dialeto local - Sueco de Rinkeby (Rinkebysvenska) - uma variante da língua sueca, que mistura expressões vindas de outras línguas, como o turco, árabe, somali e outras. A  linguista Ulla-Britta Kotsinas da Universidade de Estocolmo fez um estudo exaustivo deste dialeto.
Nos anos anteriores a 2008, a Agência Estatal de Segurança Social, o Serviço Público de Emprego do Estado, os bancos e os serviços postais desocuparam as suas instalações na área .
Num relatório de Dezembro de 2014, a polícia sueca classificou a zona a vermelho,na categoria mais grave de zonas urbanas com elevadas taxas de criminalidade. Apesar disso, a esquadra de polícia que existia em Rinkeby foi fechada em 2014. Uma nova esquadra deveria ter sido construída , mas nenhuma construtora aceitava a obra por motivos de segurança. Por fim, a construção foi iniciada em Dezembro de 2017.

## Distúrbios
De acordo com a Universidade de Defesa sueca, desde a década de 1970, vários residentes de Rinkeby e de outras zonas locais têm estado implicados na prestação de apoio logístico e financeiro a vários grupos militantes transnacionais sediados no estrangeiro ou na adesão a esses grupos. Entre estas organizações encontram-se o Hezbollah, o Hamas, o PKK, o GIA, a Organização Abu Nidal (ANO), o Exército Vermelho Japonês, a Fração do Exército Vermelho, a Al-Qaeda, o Estado Islâmico, o Al-Shabaab, o Ansar al-Sunna e o Ansar al-Islam.
Em 2010, houve distúrbios durante  dois dias em Rinkeby, com cerca de uma centena de  jovens a atirar pedras, atear fogos e atacar a esquadra de polícia local. Uma escola ardeu e os jovens atacaram os bombeiros que pretendiam apagar o incêndio.
Em 2016, uma equipa australiana de filmagem de 60 minutes visitou a zona para fazer um documentário sobre a crise da imigração. A equipa de filmagem foi cercada por um grupo de jovens, apedrejada, esmurrada  e pontapeada. 
Em Maio do mesmo ano, uma equipa  da emissora pública norueguesa NRK (Norwegian Broadcasting Corporation), juntamente com a polícia e o economista sueco Tino Sanandaji, foram atacados, apedrejados e ameaçados.
Em Fevereiro de 2017, eclodiram tumultos em Rinkeby, quando a polícia efectuou uma detenção numa estação de metro. Uma multidão de jovens reuniu-se no local, apedrejando a polícia, queimando carros e assaltando lojas. A polícia reagiu disparando sobre os desordeiros. O fotógrafo do Dagens Nyheter foi atacado e a sua máquina fotográfica foi roubada. 

## Outras Controvérsias
Um fenómeno radicalmente novo na história moderna da Suécia é a opressão das mulheres na esfera pública em geral, com referência à religião ou "honra". Já em 2010, um jornal local noticiou que não se conseguiam ver mulheres  na praça principal de Rinkeby. As autoridades colocaram três bancos cor-de-rosa na praça, destinados às mulheres, mas os bancos acabaram por ser retirados, uma vez que os homens os ocupavam. Algumas repórteres  do jornal local tentaram sentar-se e tomar café num café de Rinkeby, mas foram insultadas pelos proprietários.
Nalin Pekgul, ex-deputada social-democrata sueco-curda e conhecida feminista, explicou numa entrevista : "Todos devem compreender que não é aceitável que homens e mulheres não se sentem juntos nos cafés em 2017". E prosseguiu: "Para que as mulheres na Suécia conquistem a sua liberdade, é crucial o que os políticos dizem e fazem e sobre que assuntos os jornalistas lançam  luz .O debate deve continuar".